# Les Bordes-Aumont
Les Bordes-Aumont é uma comuna francesa na região administrativa de Grande Leste, no departamento de Aube. Estende-se por uma área de 5,49 km². Em 2010 a comuna tinha 546 habitantes (densidade: 99,5 hab./km²).